# Miroslav Šitina
Podplukovník Miroslav Šitina (1. února 1895 Mukařov – 25. července 1963) byl legionář a důstojník československé armády.

## Život

### Mládí a první světová a ruská občanská válka
Miroslav Šitina se narodil 1. února 1895 v Mukařově v dnešním okrese Praha-východ. Před první světovou válkou po vychození obecné školy a reálky absolvoval obchodní kurz. V listopadu 1914 nastoupil prezenční službu u pěšího pluku v Praze a poté prošel školou pro záložní důstojníky. Od února 1915 sloužil jako velitel družstva na Ruské frontě, kde hned 3. dubna přešel i s jednotkou do zajetí. Internován byl v Turkestánu, kde se v únoru 1916 přihlásil do československých legií. V létě téhož roku pak odjel do Kyjeva k 1. československému střeleckému pluku, po absolvování poddůstojnické školy byl v dubnu 1917 převelen k pluku třetímu v pozici velitele družstva. Zúčastnil se bitvy u Zborova a ochrany transsibiřské magistrály, dále se vzdělával a dosáhl hodnosti podporučíka. V březnu 1920 nastoupil ve Vladivostoku do transportu č. 20 směrem domů.

### Mezi světovými válkami
Přes USA dorazil Miroslav Šitina do Československa v dubnu 1920, poté sloužil v Kroměříži a po povýšení na kapitána v Krnově jako velitel roty. V září 1928 se i s velitelstvím pluku přemístil do Opavy, dále se vzdělával a dosáhl hodnosti podplukovníka. 1. prosince 1936 byl jmenován velitelem praporu Stráže obrany státu v Bruntálu a zároveň vojensko-technickým referentem u hlavního okresního úřadu tamtéž. Po odstoupení pohraničí Německu se přesunul do Olomouce.

### Druhá světová válka
Po vzniku protektorátu Miroslav Šitina nafingoval předání výzbroje Stráže obrany státu v počtu čtyř lehkých kulometů, sto deseti pušek a střeliva v té době uložených na četnických stanicích. Ty byly poté předány Obraně národa. Gestapu se podařilo získat jen část těchto zbraní. Miroslav Šitina pracoval dále jako úředník a dalšího odboje se už neúčastnil. Jako důvody později uvedl, že bezprostředně před začátkem války přišel do cizího prostředí, kde neměl k dispozici potřebné kontatky a ani on sám nebyl nikým kontaktován. Pravdou ale je, že prozrazení výše uvedeného předání zbraní Obraně národa by pro něj znamenalo trest smrti.

### Po druhé světové válce
Dne 10. května 1945 se Miroslav Šitina opět v Olomouci přihlásil do vojenské služby a o několik dní později byl ustanoven vojenským velitelem politického okresu Krnov. Na podzim téhoř roku byl vyšetřován Obranným zpravodajstvím pro údajnou kolaboraci, ale žádných závad nebylo shledáno. Další útok na jeho osobu započal v říjnu 1946, kdy bylo navrženo jeho propuštění a Miroslav Šitina musel zdůvodňovat, proč se během války nezapojil do odboje. I když i toto ustál, zčásti ideologický posudek vypracovaný v červenci 1950 byl k němu kritický a v září téhož roku byl přeložen do výslužby. V lednu 1951 byl i s rodinou násilně vystěhován do pohraničí odkud se později přestěhoval do Předmostí. V roce 1953 mu byl z ideologických důvodů snížen důchod. Zemřel 25. července 1963.

## Rodina
Miroslav Šitina se v roce 1926 oženil s Emilií Vondráškovou.